# BH Air
BH Air, eller Balkan Holidays Airlines, är ett bulgariskt flygbolag med huvudkontor i Sofia. Flygbolaget bedriver främst charterflyg från bland annat Storbritannien, Skandinavien, Tyskland, Israel och Schweiz.

## Historia
BH Air bildades den 1 januari 2003 genom ett samriskföretag mellan Balkan Holidays Bulgaria och Hemus Air. Flygningar påbörjades den 10 januari samma år med en inledande flotta på fyra Tupolev Tu-154 med plats för 157 passagerare. Från och med 2007 är bolaget helägt av Balkan Holidays International och har cirka 211 anställda.

## Flotta
I maj 2018 bestod BH Airs flotta av följande flygplan:
| Flygplan        | Totalt | Order | Passagerare | Passagerare | Passagerare | Noteringar |
| Flygplan        | Totalt | Order | C           | Y           | Totalt      | Noteringar |
| --------------- | ------ | ----- | ----------- | ----------- | ----------- | ---------- |
| Airbus A320-200 | 3      | —     | —           | 180         | 180         |            |
| Total           | 3      | —     |             |             |             |            |